# 胡宇桐
胡宇桐 （1993年6月16日—）, 出生于中国吉林省长春市，毕业于吉林艺术学院、美国洛杉矶音乐学院，前为乐团气运联盟乐团鼓手兼队长。2020年参加明日之子乐团季，以厂牌气运联盟乐团出道。

## 经历
- 高中时期，开始学习打架子鼓。
- 2016年毕业于美国洛杉矶音乐学院。毕业后回国从事金融工作[1]。工作一年后决定辞去金融工作，专注在音乐事业上[1]
- 曾与焦迈奇、高嘉朗、李荣浩、王晰、朱孝天合作[2]
- 2019年参加《Super Band》录制。
- 2019年参加《一起乐队吧》，组建二十二乐队，最终获得亚军及年度最佳原创乐队奖[3]。
- 2020年参加《明日之子乐团季》，与主唱田鸿杰、键盘手兼主唱李润祺、吉他手兼主唱马哲、rapper赵珂组建气运联盟乐团，最终获得最强厂牌 （冠军）[4]。
- 2020年9月26日，随气运联盟参与腾讯视频《明日家族四季首聚演唱会》[5]。
- 2020年11月14日，随气运联盟参与明日之子乐团八城巡演[6]。
- 2020年12月1日，随气运联盟乐团发行首张EP《超！满速》。
- 2021年4月10日，随气运联盟在广州举办《超！满速》首唱会，并架子鼓打唱歌曲《偏爱与溺爱》[7]
- 2023年8月3日，氣運聯盟宣佈胡宇桐退出團隊，樂團未來以4人形式繼續運營。 [8]

## 音乐作品
单曲
| 歌曲名称             | 作词                         | 作曲                            | 备注                                          |
| 现代人               | 余三、罗奕钧                 | 罗奕钧                          | 一起乐队吧原创突围赛曲目                      |
| 請直走               | 余三、罗奕钧                 | 罗奕钧                          | 一起乐队吧總決赛曲目                          |
| 我的家               | 气运联盟                     | 李润祺 鼓编写：胡宇桐           | 明日之子乐团季考核原创曲目                    |
| 气运联盟             | 气运联盟                     | 李润祺、胡宇桐                  | 明日之子乐团季乐队主题曲考核                  |
| 我想你正在听         | 李润祺、赵珂                 | 李润祺、赵珂                    | 明日之子乐团季毕业大考原创曲目                |
| 有一群伙伴比啥都浪漫 | 八三夭阿璞                   | David Fremberg、Ryo Ito、Kenn C | 明日之子乐团季主题曲 气运联盟在百度好奇夜演唱 |
| 战斗的乐章           | 洛松维、庞博 改编rap词：赵珂 | Unisonar、yocho、阿才           | 编曲：yocho/阿才 腾讯视频S10特别版            |
| 行运一条龙           | 张鹏鹏                       | 7KEY MUSIC                      | 电影《许愿神龙》推广曲                        |
| 偏爱与溺爱           | 李润祺、胡宇桐               | 李润祺、罗奕钧、胡宇桐          | 编曲：罗奕钧、胡宇桐                          |
| 少年！敢             | 郭栋楠、魏玉白、徐飞鸿       | 徐飞鸿                          | 电影《你的婚礼》少年曲                        |
| 管什么风向           | 焦东 Rap词：赵珂             | 林晖庭、黄冠伦                  | 网剧《拜托了班长》主题曲                      |
| 怎么办               | 任寒冰、李妹                 | 任寒冰                          | 电影《2哥来了怎么办》主题曲                   |

乐队作品
| 序号 | 类型 | 资料                                                                | 曲目 |
| 1st  | EP   | 《超！满速》 - 发行日期 ：2020年12月1日 - 语言：中文 - 制作人：郑楠 | 1. 活于我 It's my life - 作词：李润祺、赵珂 - 作曲：(K)NoW_NAME:Shuhei Mutsuki 2. 请允许我的平凡 - 作词：李润祺、赵珂 - 作曲：李润祺 3. 翡翠 - 作词：吴孤儿、赵珂 - 作曲：Jeremy William Smith |

## 综艺节目
| 播出日期   | 节目               | 备注                           |
| 2019       | Super Band         |                                |
| 2019/8/17  | 一起乐队吧         |                                |
| 2020/7/11  | 明日之子乐团季     |                                |
| 2020/7/14  | AfterParty 8点见   | 《明日之子乐团季》衍生直播节目 |
| 2020/7/15  | 你的明子           | 《明日之子乐团季》衍生节目     |
| 2020/8/3   | 明日高校小考连连看 | 《明日之子乐团季》衍生节目     |
| 2020/8/15  | 明日高校就这么BAND | 《明日之子乐团季》衍生节目     |
| 2020/8/18  | 明日高校宿舍日记   | 《明日之子乐团季》衍生节目     |
| 2021/8/2   | 我的乡间日記       |                                |
| 2021/8/3   | 夏天來了盟人不在家 |                                |
| 2021/12/25 | 閃光的樂隊         |                                |

## 演唱会记录
| 演出日期               | 演唱会名称                    | 场次 |
| 2020/11/4 - 2020/12/14 | 《超级一班》明日之子乐团巡演  | 6场  |
| 2021/4/10              | 《超！满速》首唱会 （广州场） | 1场  |

## 获奖记录
| 获奖日期   | 奖项                                        | 备注 |
| 2020/12/2  | COSMO时尚盛典“时尚无惧”年度人物             | 获奖 |
| 2020/12/10 | 时尚先生年度盛典年度榜Young （随气运联盟）  | 获奖 |
| 2020/12/20 | 腾讯视频星光大赏年度人气乐团 （随气运联盟） | 获奖 |